# S/2018 J 3
S/2018 J 3 ist einer der kleinsten äußeren Monde des Planeten Jupiter.

## Entdeckung und Benennung
S/2018 J 3 wurde am 12. Mai 2018 durch den Astronomen Scott S. Sheppard (University of Hawaii) auf Aufnahmen entdeckt, die mit dem 4,0-m-CTIO-Reflektorteleskop am Cerro Tololo–Observatorium angefertigt wurden. Die Entdeckung wurde erst 5 Jahre später, nachdem genügend Daten gesammelt werden konnten, durch das Minor Planet Center am 19. Januar 2023 bekannt gegeben, der Mond erhielt die vorläufige Bezeichnung S/2018 J 3.

## Bahneigenschaften
S/2018 J 3 umläuft Jupiter in 1 Jahr 339,6 Tagen auf einer elliptischen, retrograden Umlaufbahn zwischen 16.636.000 km und 29.139.000 km Abstand zu dessen Zentrum. Die Bahnexzentrizität beträgt 0,273, die Bahn ist 164,9° gegenüber der lokalen Laplace-Ebene von Jupiter geneigt.
Der Mond ist Bestandteil der sogenannten Carme-Gruppe von Jupitermonden, die den Planeten mit Bahnhalbachsen zwischen 22,9 und 24,1 Millionen km, Bahnneigungen zwischen 164,9° und 165,5° und Bahnexzentrizitäten zwischen 0,21 und 0,27 retrograd umrunden.

## Physikalische Eigenschaften
S/2018 J 3 besitzt einen Durchmesser von etwa 1 km. Die absolute Helligkeit des Mondes beträgt 17,3 m.

## Erforschung
Der Beobachtungszeitraum von S/2018 J 3 erstreckt sich vom 12. Mai 2018 bis zum 18. September 2022. Die Aufnahmen wurden mit dem 6,5-m-Magellan-Baade-Teleskop am Las-Campanas-Observatorium und dem 4,0-m-CTIO-Reflektorteleskop am Cerro Tololo–Observatorium angefertigt; es liegen insgesamt 22 erdbasierte Beobachtungen über einen Zeitraum von 5 Jahren vor.